# ロイヤル航空
ロイヤル航空（ロイヤルこうくう、Royal Airlines）はパキスタンのカラチにあるジンナー国際空港をハブとする航空会社。小都市への旅客サービスのほかチャーター便や貨物便の運航も行っている。

## 歴史
ロイヤル航空は1998年11月に設立され、パキスタン初の貨物航空会社として1999年から運航を開始した。2003年には旅客輸送の許可を受けて2006年より旅客サービスも提供している。旅客では2006年5月にカラチ⇔グワダル線に就航して以来、その都市にとって航空路線が社会経済的に重要な交通手段となりうるような小都市に路線を延ばしている（なおグワダル線は現在休止中）。これらの路線にはSSAC社のSSACメトロIIIという19人乗りの航空機を使用しており、今後機数を増やしていく予定である。

## 就航都市
- パキスタン
  - カラチ
  - イスラマバード
  - ラホール
  - ムルターン
  - サッカル
  - スイ

## 保有機材
- SSACメトロIII　1機
- セスナ402C　1機
- ホーカーHS-125　1機（V.I.P.用）